# Soma Weiss
Soma Weiss (1898–1942) – amerykański lekarz węgierskiego pochodzenia. Współautor opisu podłużnego pęknięcia błony śluzowej przełyku związanego z wymiotami – zwanego Zespołem Mallory’ego-Weissa.

## Życiorys
Soma Weiss urodził się w Bystrzycy w Siedmiogrodzie wchodzącym wówczas w skład Węgier. Studiował fizjologię i biochemię w Budapeszcie. Niezwłocznie po wybuchu I wojny światowej wyemigrował do Stanów Zjednoczonych i ukończył studia medyczne w 1923 roku. Po początkowym okresie pracy w Cornell University, Weiss przeniósł się do Harvard Medical School, a w 1939 został ordynatorem oraz profesorem w Peter Bent Brigham Hospital. Opublikował ponad 200 artykułów nawiązujących najczęściej do chorób układu krwionośnego oraz problemów terapeutycznych i farmakologii. Wniósł duży wkład w rozwój wiedzy na temat niewydolności serca, omdleń, nadciśnienia oraz odmiedniczkowego zapalenia nerek.
Zmarł nagle w wieku 43 lat na skutek pęknięcia tętniaka wewnątrzczaszkowego.

## Najważniejsze osiągnięcia
- Jako pierwszy opisał zespół zatoki tętnicy szyjnej.
- W 1925 roku wraz z Hermannem Blumgartem po raz pierwszy dokonali wstrzyknięcia radioaktywnego znacznika do krążenia in-vivo.
- W 1929 roku wraz z G.K. Mallorym opisał 15 przypadków ciężkich, bolesnych krwotoków wywołanych przez rozerwanie błony śluzowej przełyku lub okolicy wpustu spowodowanych wymiotami mającymi związek nadużywaniem alkoholu[1].